# Lagar (Castropol)
Lagar (oficialmente y en asturiano: Llagar) es una casería de la parroquia de Balmonte, concejo de Castropol, en la comarca del Eo-Navia, Principado de Asturias, España.

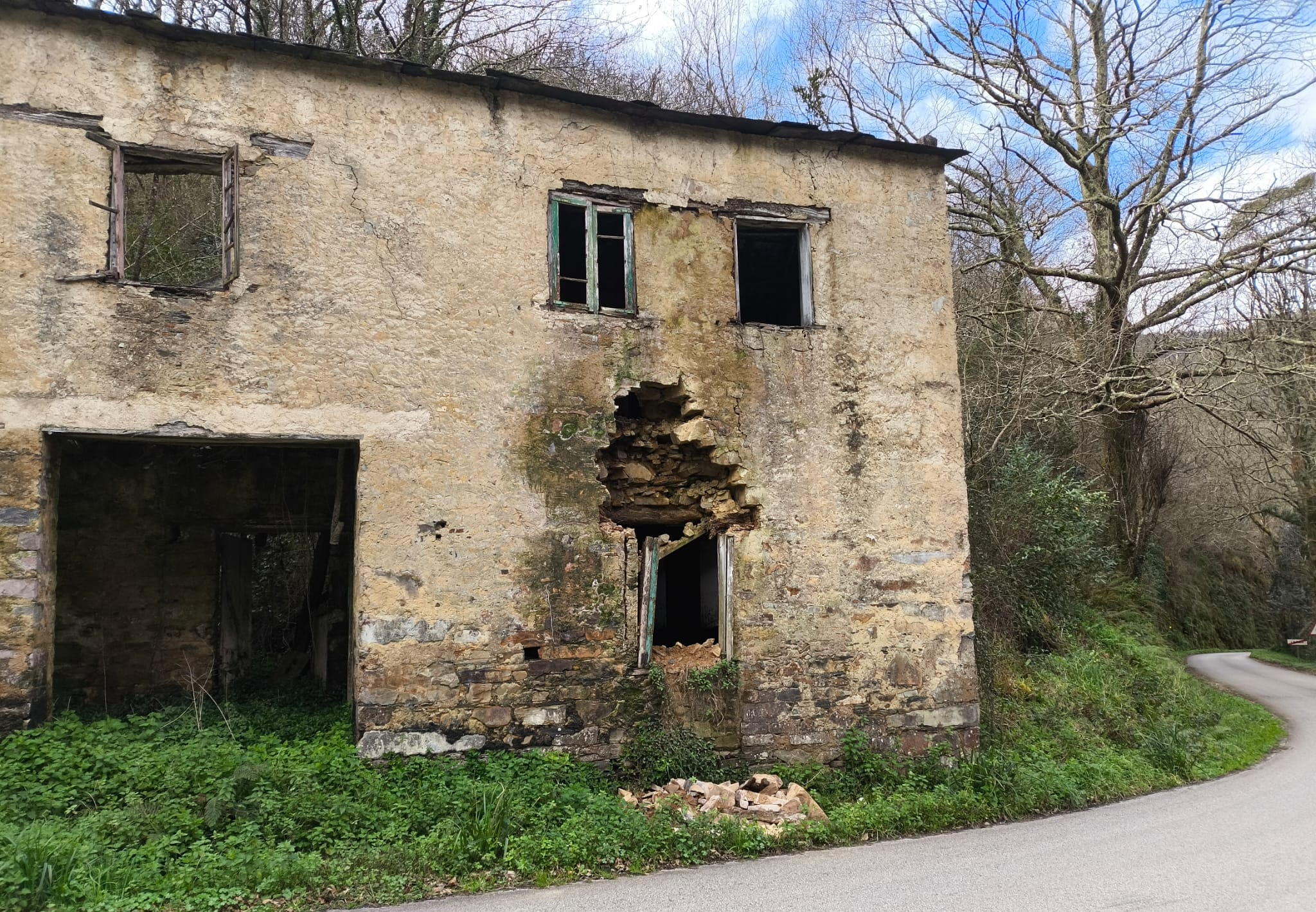
Foto de una casa junto al antiguo colegio.